# 家原正嗣
家原 正嗣（いえはら まさつぐ）は、日本の作曲家。主にアニメソングの作曲を手がけている。

## 作詞した楽曲
- 石川英郎
  - 「Birthday Girl」（テレビ東京アニメ「魔法のステージファンシーララ」挿入歌）
- 今野友加里
  - 「ときめきの導火線」（テレビ東京アニメ「ふしぎ遊戯」ED）
  - 「好きだということ」
- 坂本千夏
  - 「風の旋律」（テレビ東京アニメ「ふしぎ遊戯」ED）
  - 「乙女爛漫」
- 林延年
  - 「Do=Be'sがやって来る。」

## 作曲した楽曲
- 石塚早織
  - 「君なら大丈夫」
- 大阪パフォーマンスドール
  - 「あれってねそれってね」
- The S・h・e
  - 「夢かもしれない」（OVA「ふしぎ遊戯」ED）
- 林延年
  - 「切なくても…ずっと」
- Yukari
  - 「ハッピーエンドは終わらない」（テレビ朝日アニメ「ママレード・ボーイ」挿入歌）